# Figówka zmienna
Figówka zmienna (Cyclopsitta diophthalma) – gatunek małego ptaka z rodziny papug wschodnich (Psittaculidae). Występuje w lasach Nowej Gwinei i pobliskich wysp, a także wzdłuż tropikalnego, australijskiego wybrzeża, na wschód od Wielkich Gór Wododziałowych, w odizolowanych populacjach.

## Morfologia
Osiąga 13–16 cm długości, co czyni ją najmniejszą papugą w Australii. Masa ciała 42–55 g.
U większości podgatunków figówki zmiennej występuje dymorfizm płciowy, samce mają więcej czerwieni (mniej srebra i niebieskiego) na głowie niż samice. Są prawie na całym ciele zielone, mają bardzo krótkie ogony, nieproporcjonalnie duże głowy i dzioby, czerwone i niebieskie oznaczenia na głowie.

## Zachowanie
Figówka zmienna zwykle żywi się figami, jagodami, nasionami, nektarem i larwami owadów żyjących w drewnie. Ptaki żerują w parach lub w stadach, złożonych z kilku osobników. Latają bardzo szybko. Wydają krótkie i jazgotliwe odgłosy. W odróżnieniu od wielu innych papug, które wykorzystują na gniazda istniejące otwory w drzewach, figówki zmienne drążą je samodzielnie (zwykle w zgniłych drzewach).
Ptaki te wydają wysokie dźwięki – zzzt-zzzt lub zeet-zeet, brzmiące jak skrzeczenie, co jest charakterystyczne dla lor. Dźwięki wydają przeważnie lecąc. Podczas karmienia mogą cicho skrzeczeć.

## Podgatunki

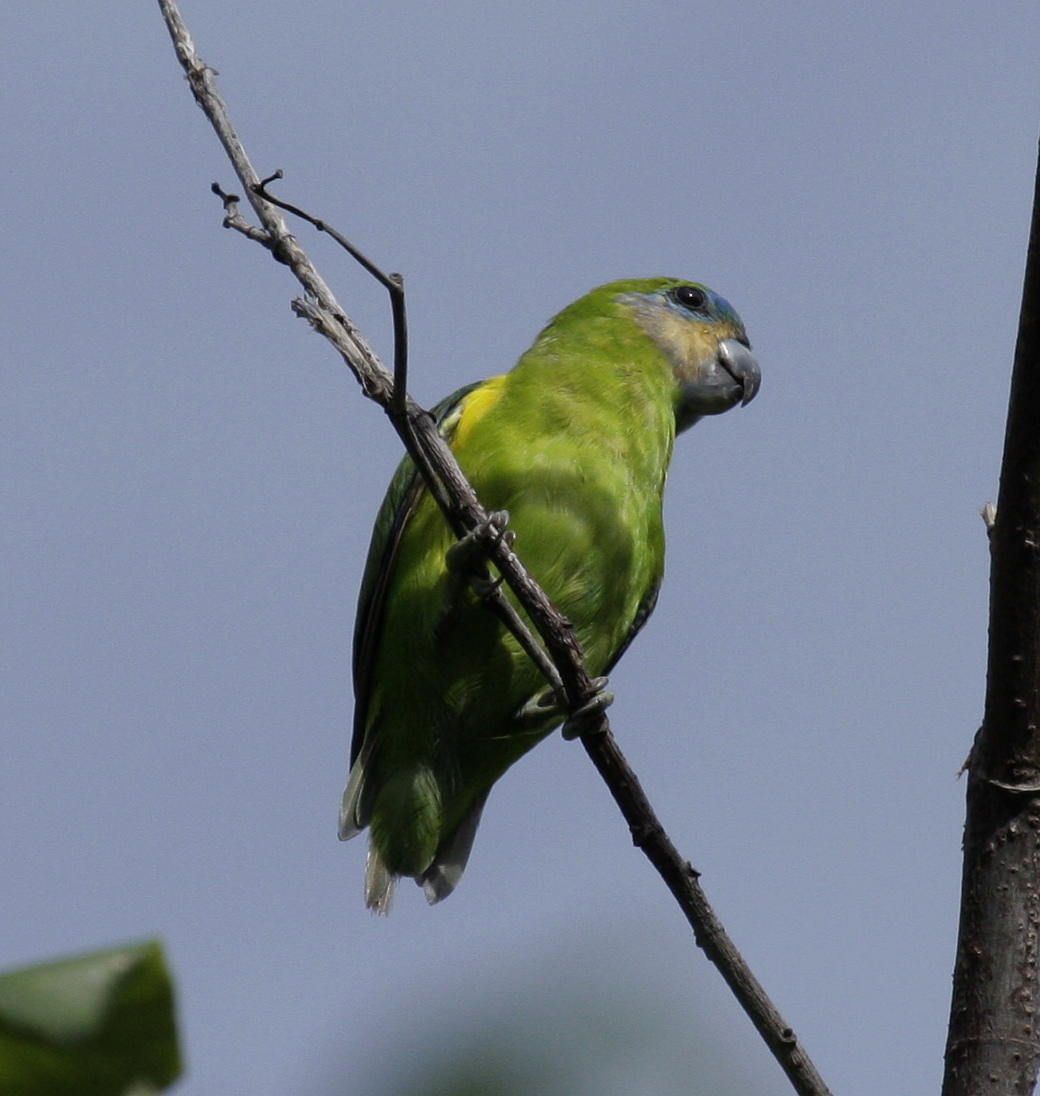
Samica C. d. marshalli z półwyspu Jork, Australia

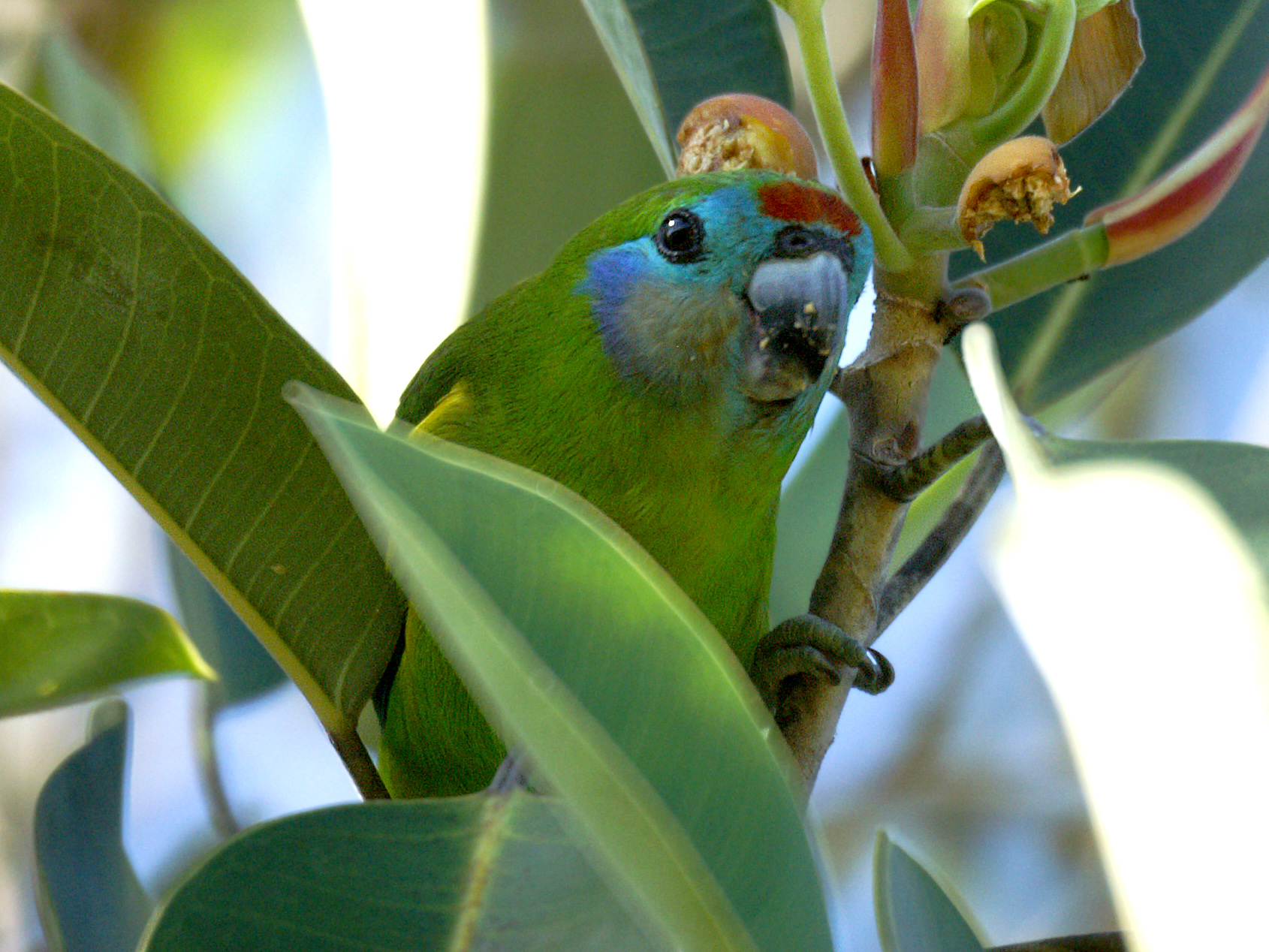
Samica C. d. macleayana w Cairns, Queensland, Australia

Opisano osiem podgatunków figówki zmiennej. Zakres występowania pierwszych pięciu ogranicza się do Nowej Gwinei i pobliskich wysp; pozostałe trzy występują w Australii.
- figówka zmienna (C. d. diophthalma) (Hombron & Jacquinot, 1841) – zachodnia Nowa Gwinea i wyspy na zachód od niej
- C. d. coccineifrons (Sharpe, 1882) – wschodnia Nowa Gwinea
- C. d. aruensis (Schlegel, 1874) – Wyspy Aru (południowo-środkowa Nowa Gwinea)
- C. d. virago Hartert, 1895 – Goodenough i Wyspa Fergussona (Wyspy d’Entrecasteaux)
- C. d. inseparabilis Hartert, 1898 – wyspa Tagula (Luizjady)
- C. d. marshalli (Iredale, 1946) – półwysep Jork (skrajnie północny Queensland, Australia)
- C. d. macleayana E. P. Ramsay, 1874 – północno-wschodni Queensland (północno-wschodnia Australia)
- figówka australijska[4] (C. d. coxeni) Gould, 1867 – południowo-wschodni Queensland i północno-wschodnia Nowa Południowa Walia (wschodnia Australia)

Międzynarodowy Komitet Ornitologiczny (IOC) wyróżnia siedem podgatunków, gdyż podgatunek coccineifrons uznaje za synonim C. d. diophthalma. Międzynarodowa Unia Ochrony Przyrody (IUCN) uznaje figówkę australijską za osobny gatunek (Cyclopsitta coxeni).

## Status
IUCN uznaje figówkę zmienną za gatunek najmniejszej troski (LC – least concern) od 2014 roku, kiedy to zaakceptowano taksonomiczny podział gatunku. Trend liczebności populacji uznaje się za stabilny.
Figówka australijska od 2022 roku jest klasyfikowana przez IUCN jako gatunek krytycznie zagrożony (CR – critically endangered); od 2017 klasyfikowano ją jako gatunek zagrożony (EN – endangered), a od 2014 – jako gatunek krytycznie zagrożony (CR – critically endangered). Występuje ona prawdopodobnie jedynie w bardzo małych populacjach, a całkowitą liczebność szacuje się na nie więcej niż 49 dorosłych osobników. Jest jednym z najrzadszych i najmniej poznanych ptaków Australii; została zanotowana nieco ponad 200 razy od momentu odkrycia w 1866 roku do początku XXI wieku. Jest zaklasyfikowana jako „gatunek zagrożony” w Queenslandzie (Nature Conservation Act 1992), jak również na poziomie krajowym w Australii (Environment Protection and Biodiversity Conservation Act 1999), w Nowej Południowej Walii jest uznawana za „gatunek krytycznie zagrożony” (New South Wales Threatened Species Conservation Act 1995). W niektórych regionach, szczególnie na obszarach nizinnych, subtropikalnych lasów deszczowych, jego liczebność spadła. Jest wymieniona w Załączniku I konwencji CITES.